# Gammablixtföregångare

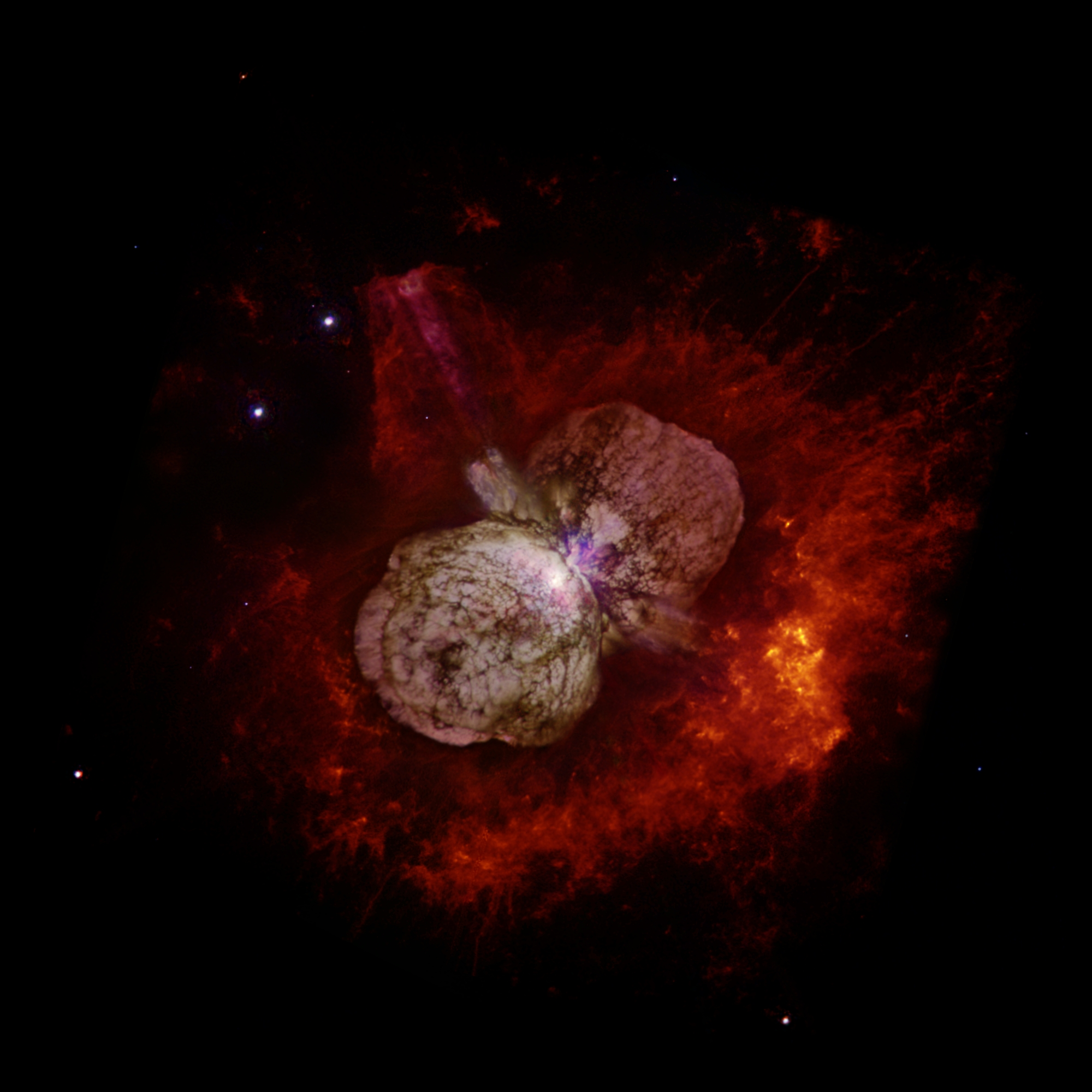
Eta Carinae i stjärnbilden Kölen är en av de närmaste kandidaterna till en hypernova

Gammablixtföregångare är olika typer av celesta objekt som kan emittera gammablixtar (GRB:s). GRB:s uppvisar en utomordentlig grad av diversifiering.  De kan vara under allt från en bråkdel av en sekund till flera minuter. Blixtar kan ha en viss profil eller oscillera vilt upp och ned i intensitet. Deras spektra är högst variabla och olika andra objekt i rymden. Den nästan fullständiga bristen på observationella begränsningar ledde till en uppsjö av hypoteser, innefattande bland andra evaporerande svarta hål, magnetiska flares på vita dvärgar, accretion av materia på neutronstjärnor, antimateria-accretion, supernovor, hypernovor och snabb extraktion av rotationsenergi från supermassiva svarta hål.
Det finns åtminstone två skilda typer av föregångskällor till GRB:s: den ena står för de långvariga utbrotten med mjukt spektrum och den andra (och eventuellt ytterligare någon) är skyldig till de kortvariga, hård-spektrumutbrotten. Föregångarna till långa GRB:s förmodas vara massiva stjärnor med låg metallicitet som exploderar på grund av kärnkollaps. De korta GRB:s föregångare är fortfarande okända, men sammanslagning av binära neutronstjärnor eller komponent med svart hål är de mest fruktbara modellerna per 2009.
Vid högsta observerbara rödförskjutningar, z = 9, finns det växande teoretiska belägg för att de första ljusstarka objekten som bildades var mycket massiva stjärnor med massa större än 100 solmassor. Beroende på om dessa stjärnor behåller sin höga massa till sin död, och om en snabbroterande kärna är en förutsättning för GRB-fenomenen, så förefaller dessa Pop III stjärnor utgöra föregångarna till de ljusstarkaste och mest avlägsna GRB:s. Rekordet håller för närvarande GRB 090423 med z = 8,2.